# Miss France 2008
Miss France 2008 est la 78e élection de Miss France. Elle s’est déroulée le 8 décembre 2007 au Kursaal, le Palais des congrès de Dunkerque. C'est la première fois que cette élection se tient à Dunkerque et la seconde fois dans le Nord-Pas-de-Calais.
La cérémonie est diffusée en direct sur TF1 et est présentée pour la 13e année consécutive par Jean-Pierre Foucault.
Miss Réunion, Valérie Bègue, remporte le titre et succède à Rachel Legrain-Trapani, Miss France 2007.

## Classement final
| Résultats        | Candidates | Concours internationaux |
| ---------------- | --- | --- |
| Miss France 2008 | - Miss Réunion - Valérie Bègue | |
| 1re dauphine     | - Miss Nouvelle-Calédonie - Vahinerii Requillart | |
| 2e dauphine      | - Miss Pays de Loire - Laura Tanguy | - Non classée lors de Miss Univers 2008 - Non classée lors de Miss Monde 2008 |
| 3e dauphine      | - Miss Bourgogne - Vicky Michaud | Non classée à Miss International 2008 |
| 4e dauphine      | - Miss Côte d'Azur - Azemina Hot | |
| Top 12           | - Miss Rhône-Alpes - Cloé Biessy (5e dauphine) - Miss Alsace - Florima Treiber (6e dauphine) - Miss Paris - Cyrielle Roidot - Miss Guyane - Mandy Nicolas - Miss Albigeois Midi-Toulousain - Eurydice Rigal - Miss Auvergne - Emmanuelle Lemery - Miss Guadeloupe - Mandy Falla | - Emmanuelle Lemery est non classée lors de Miss Model of the World 2008 - Eurydice Rigal est élue 6e dauphine de Miss Model of the World 2010 - Florima Treiber se classe dans le top 15 de Miss International 2010 et est élue Miss Asia Pacific World 2011 |

### Prix attribués
| Prix                                  | Candidates                                |
| ------------------------------------- | ----------------------------------------- |
| Prix de la Beauté Physionomis         | Miss Orléanais - Sandrine Midon           |
| Prix de l'Élégance Jean Doucet        | Miss Franche-Comté - Laure Amourette      |
| Prix de L'Élégance Balnéaire          | Miss Champagne-Ardenne - Déborah Lopez    |
| Prix du sourire Bertoux               | Miss Rhône-Alpes - Cloé Biessy            |
| Prix du charme pétillant Raoul Collet | Miss Martinique - Bianca Careto           |
| Prix de la Photogénie                 | Miss Aquitaine - Caroline Martin          |
| Prix de la Sympathie                  | Miss Berry-Val de Loire - Aurélie Birbaud |

## Ordre d'annonce des finalistes
| 1. Miss Côte d'Azur 2. Miss Auvergne 3. Miss Guadeloupe 4. Miss Pays de Loire 5. Miss Guyane 6. Miss Nouvelle-Calédonie 7. Miss Bourgogne 8. Miss Paris 9. Miss Réunion 10. Miss Alsace 11. Miss Albigeois Midi-Toulousain 12. Miss Rhône-Alpes | 1. Miss Bourgogne 2. Miss Nouvelle-Calédonie 3. Miss Côte d'Azur 4. Miss Pays de Loire 5. Miss Réunion |

## Préparation
Le voyage de préparation se déroule en République dominicaine.
L'élection a lieu au Kursaal, le Palais des Congrès de Dunkerque, dans le département du Nord. Les candidates y sont accueillies du 24 novembre au 9 décembre 2007. C'est la première fois que la ville accueille l'élection, et la seconde fois que celle-ci a lieu dans le Nord-Pas-de-Calais après l'élection de Miss France 1996, qui s'était tenue à Lille.

## Déroulement de la cérémonie
Les candidates ouvrent la cérémonie en robe. Leurs portraits sont ensuite diffusés par groupes de 15, chaque groupe prenant part à un tableau : les "Petits chaperons roses", les "femmes d'action" (en référence à Lara Croft ou les Drôles de dames), et enfin un hommage à Dalida dont le frère, Orlando, est membre du jury.
Les candidates participent toutes au défilé en costume régional, puis au défilé en maillot de bain, après quoi a lieu la sélection des 12 demi-finalistes. Celles-ci défilent en robe sur le thème de Carmen et sont interrogées par Jean-Pierre Foucault. Les 12 demi-finalistes prennent également part au défilé en bikini, en référence aux Anges de Victoria's Secret, accompagnées d'un groupe de gospel. Les 5 finalistes sont ensuite appelées. Elles défilent en robe de soirée et répondent chacune à une dernière question de la part de Jean-Pierre Foucault. La cérémonie se termine par le couronnement de Valérie Bègue et la désignation de ses dauphines. Pour la première fois, Miss France est élue par le jury et le public à part égale, là où les années précédentes le vote du jury comptait pour deux tiers.
Johnny Hallyday se produit durant l'élection, tout comme le président du jury Patrick Bruel.

## Jury
| Membre | Membre                            | Notes                                |
| ------ | --------------------------------- | ------------------------------------ |
|        | Patrick Bruel (président du jury) | Chanteur                             |
|        | Christophe Dominici               | Rugbyman                             |
|        | Dominique Farrugia                | Humoriste                            |
|        | Orlando                           | Producteur                           |
|        | Alexandra Rosenfeld               | Miss France 2006 et Miss Europe 2006 |
|        | Carole Rousseau                   | Animatrice                           |
|        | Élisa Tovati                      | Actrice                              |

## Candidates
| Région                         | Nom                  | Âge    | Taille | Résidence              | Élue à               |
| ------------------------------ | -------------------- | ------ | ------ | ---------------------- | -------------------- |
| Miss Albigeois Midi-Toulousain | Eurydice Rigal       | 20 ans | 1,80 m | Saint-Lieux-lès-Lavaur | Lisle-sur-Tarn       |
| Miss Alsace                    | Florima Treiber      | 20 ans | 1,80 m | Colmar                 | Sélestat             |
| Miss Aquitaine                 | Caroline Martin      | 20 ans | 1,72 m | Pau                    | Bergerac             |
| Miss Artois-Hainaut            | Alexandra Chiacchia  | 20 ans | 1,80 m | Rombies-et-Marchipont  | Saint-Amand-les-Eaux |
| Miss Auvergne                  | Emmanuelle Lémery    | 19 ans | 1,81 m | Clermont-Ferrand       | Cébazat              |
| Miss Berry-Val de Loire        | Aurélie Birbaud      | 20 ans | 1,81 m | Salbris                | Déols                |
| Miss Bourgogne                 | Vicky Michaud        | 20 ans | 1,72 m | Bourbon-Lancy          | Chalon-sur-Saône     |
| Miss Bretagne                  | Églantine Morin      | 20 ans | 1,75 m | Savenay                | Argentré-du-Plessis  |
| Miss Champagne-Ardenne         | Déborah Lopez        | 19 ans | 1,77 m | Sedan                  | Saint-Dizier         |
| Miss Comminges-Pyrénées        | Sandra Laporte       | 19 ans | 1,74 m | Labarthe-Rivière       | Saint-Gaudens        |
| Miss Corse                     | Vanessa Mangavel     | 21 ans | 1,80 m | Ajaccio                | Porticcio            |
| Miss Côte d'Azur               | Azemina Hot          | 23 ans | 1,80 m | Nice                   | Monaco               |
| Miss Flandre                   | Élise Logie          | 22 ans | 1,75 m | Le Quesnoy             | Gravelines           |
| Miss Franche-Comté             | Laure Amourette      | 23 ans | 1,72 m | Laviron                | Port-sur-Saône       |
| Miss Guadeloupe                | Mandy Falla          | 18 ans | 1,76 m | Les Abymes             | Pointe-à-Pitre       |
| Miss Guyane                    | Mandy Nicolas        | 18 ans | 1,82 m | Kourou                 | Cayenne              |
| Miss Île-de-France             | Sarah Gernier        | 20 ans | 1,75 m | Nanterre               | Bourron-Marlotte     |
| Miss Languedoc                 | Florence d'Odorico   | 21 ans | 1,82 m | Nîmes                  | Carnon               |
| Miss Limousin                  | Charlotte Brissaud   | 21 ans | 1,78 m |                        | Limoges              |
| Miss Loire-Forez               | Laura Varillon       | 18 ans | 1,78 m | Saint-Chamond          | Saint-Étienne        |
| Miss Lorraine                  | Aurélie Charlier     | 21 ans | 1,74 m | Homécourt              | Metz                 |
| Miss Martinique                | Bianca Careto        | 19 ans | 1,70 m | Schœlcher              | Fort-de-France       |
| Miss Mayotte                   | Nasma Choudjaïdine   | 18 ans | 1,80 m | Bègles                 | Koungou              |
| Miss Normandie                 | Séverine Daniel      | 20 ans | 1,72 m | Chèvreville            | Forges-les-Eaux      |
| Miss Nouvelle-Calédonie        | Vahinerii Requillart | 19 ans | 1,75 m | La Foa                 | Nouméa               |
| Miss Orléanais                 | Sandrine Midon       | 18 ans | 1,72 m |                        | Montargis            |
| Miss Paris                     | Cyrielle Roidot      | 24 ans | 1,75 m | Paris                  | Paris                |
| Miss Pays de Loire             | Laura Tanguy         | 20 ans | 1,79 m | Écouflant              | Cholet               |
| Miss Pays de Savoie            | Sonia Guillet        | 24 ans | 1,77 m | Cruet                  | Ugine                |
| Miss Picardie                  | Julie Tristan        | 22 ans | 1,76 m | Compiègne              | Saint-Quentin        |
| Miss Poitou-Charentes          | Clémence Dussagne    | 19 ans | 1,72 m | Dignac                 | Soubise              |
| Miss Provence                  | Angélique Donat      | 23 ans | 1,78 m | La Garde               | Toulon               |
| Miss Quercy-Rouergue           | Kelly Rémus          | 20 ans | 1,77 m | Millau                 | Cahors               |
| Miss Réunion                   | Valérie Bègue        | 22 ans | 1,74 m | Saint-Leu              | Saint-Denis          |
| Miss Rhône-Alpes               | Cloé Biessy          | 19 ans | 1,74 m | Prévessin              | Divonne-les-Bains    |
| Miss Tahiti                    | Taoahere Richmond    | 22 ans | 1,73 m | Taunoa                 | Papeete              |

## Classement

### Premier tour
Le comité Miss France a choisi les douze demi-finalistes lors d'un entretien de pré-sélection ayant eu lieu quelques jours avant la cérémonie (ordre d'appels) :
1. Miss Côte d'Azur ;
2. Miss Auvergne ;
3. Miss Guadeloupe ;
4. Miss Pays de Loire ;
5. Miss Guyane ;
6. Miss Nouvelle-Calédonie ;
7. Miss Bourgogne ;
8. Miss Paris ;
9. Miss Réunion ;
10. Miss Alsace ;
11. Miss Albigeois Midi-Toulousain ;
12. Miss Rhône-Alpes.

### Deuxième tour
Le jury à 50 % et le public à 50 % choisissent les cinq candidates qui peuvent encore être élues.
Un classement de 1 à 12 est établi pour chacune des deux parties. Une première place vaut 12 points, une seconde 11 points, et la dernière 1 point, même si deux miss arrivent à égalité. L’addition des deux classements est alors fait. Les cinq premières restent en course. En cas d’égalité, c’est le classement du jury qui prévaut.
| Miss                           | Public | Jury | Total |
| ------------------------------ | ------ | ---- | ----- |
| Miss Réunion                   | 12     | 12   | 24    |
| Miss Nouvelle-Calédonie        | 11     | 11   | 22    |
| Miss Côte d'Azur               | 8      | 10   | 18    |
| Miss Bourgogne                 | 9      | 9    | 18    |
| Miss Pays de Loire             | 10     | 8    | 18    |
| Miss Rhône-Alpes               | 6      | 7    | 13    |
| Miss Alsace                    | 7      | 5    | 12    |
| Miss Paris                     | 5      | 6    | 11    |
| Miss Guyane                    | 3      | 4    | 7     |
| Miss Albigeois Midi-Toulousain | 4      | 3    | 7     |
| Miss Auvergne                  | 2      | 1    | 3     |
| Miss Guadeloupe                | 1      | 2    | 3     |

### Troisième tour
Le public et le jury votent à 50/50.
| Candidate               | Public (50 %) | Jury (50 %) | Résultat Total |
| ----------------------- | ------------- | ----------- | -------------- |
| Miss Réunion            | 17,09 %       | 16,12 %     | 33,21 %        |
| Miss Nouvelle-Calédonie | 12,21 %       | 10,24 %     | 22,45 %        |
| Miss Pays de Loire      | 10,57 %       | 6,97 %      | 17,54 %        |
| Miss Bourgogne          | 7,35 %        | 7,91 %      | 15,26 %        |
| Miss Côte d'Azur        | 2,78 %        | 8,76 %      | 11,54 %        |

## Controverse

### Mise en cause
Le 21 décembre 2007, Geneviève de Fontenay, la présidente du Comité Miss France, demande sur Europe 1 que Valérie Bègue rende son titre à la suite de la publication dans le magazine Entrevue de photographies en poses suggestives prises quelques années plus tôt par un photographe indépendant utilisant des vêtements de marque Pardon !. L'existence de ces photos prouve en effet une infraction à une clause du règlement du concours des Miss France disposant que « la candidate reconnaît n'avoir jamais posé ou s'être exhibée dans des tenues ou poses équivoques, partiellement ou totalement dénudée et que la candidate Valérie Bègue ne pouvait ignorer.
La société Pardon ! indique dans un communiqué de presse qu'elle n'est aucunement responsable des clichés et lance une pétition pour que Valérie Bègue conserve son titre tout en s'assurant des services de Gilbert Collard, qui assurera également la défense de la jeune femme.
En déplacement à La Réunion, celle-ci indique dans un premier temps qu'elle ne démissionnera pas, estimant qu'elle a été trompée et qu'elle n'a jamais reçu de rémunération pour les photographies, pas plus que leur auteur, qu'elle n'accuse pas, d'ailleurs, d'avoir confié les clichés litigieux au magazine. Cependant, Aziz Patel, président du comité Miss France à La Réunion, rappelle que toutes les Miss signent un contrat stipulant qu'elles n'ont jamais posé nues, ce qui signifie que la jeune femme demeure responsable de l'affaire. Dans l'après-midi, elle annonce donc aux côtés de Sylvie Tellier, qui a fait le voyage avec elle, qu'elle a réagi trop rapidement, demande des excuses à Madame de Fontenay et annonce se laisser le temps de la réflexion avant de prendre une décision.
Le 21 février 2008, Valérie Bègue est de nouveau victime de la publication de photos suggestives. Elle apparaît cette fois-ci presque seins nus dans le magazine Choc, à la même réputation qu'Entrevue. Le 3 mars, la justice déboute Valérie Bègue dans sa demande de condamner le magazine Choc, le juge déclarant que « le magazine avait prouvé en publiant les photos que mademoiselle Bègue avait menti en déclarant qu'elle n'avait jamais fait de photos dénudées autres que celles parues dans Entrevue ».

### Mobilisation de soutien politique et religieux
Le lendemain de la publication des photos dans Entrevue, la population réunionnaise s'insurge et se mobilise en faveur de Valérie Bègue mobilisant presse, radio et télé. Dans un communiqué commun, Didier Robert, Nassimah Dindar, Alain Bénard, Jean-Luc Poudroux et Paul Vergès, élus de La Réunion, estiment que les propos de Geneviève de Fontenay sur Europe 1 demandant à la Miss de rester à La Réunion et indiquant qu'elle ne veut plus se promener « dans les provinces, dans les communes rurales, escortée d'une fille comme ça » constituent « une insulte aux Réunionnais et aux Ultra-marins, qui participent à la diversité de notre pays et son enrichissement culturel, sportif et social ». Ils indiquent par ailleurs qu'ils n'hésiteront pas à porter l'affaire devant les tribunaux, exigent des excuses publiques de sa part et demandent à l'ensemble de leurs collègues de l'Hexagone un boycott des concours à venir.
Dans le même temps, l'évêque de La Réunion, Gilbert Aubry, juge « choquante pour la foi des chrétiens » la photo où la jeune femme apparaît installée sur un crucifix au milieu d'une piscine. Il apporte néanmoins son soutien à Valérie Bègue pour mieux incriminer la marque Pardon !, à laquelle il est opposé de longue date, son logo représentant un diable et ses graphismes attaquant souvent l'église catholique.
Valérie Bègue reçoit également le soutien du secrétaire d’État chargé de l’Outre-Mer, Christian Estrosi et du Comité International de concours de Miss.
La Société Miss France, le comité Miss France, Geneviève de Fontenay et Miss France 2008, Valérie Bègue, ont organisé une conférence de presse le 28 décembre au salon Royal de l’hôtel Royal Monceau. Il est décidé que Valérie Bègue conserve son titre mais ne pourra pas participer aux concours internationaux de beauté tels que le concours Miss Univers ou Miss Monde, ainsi qu'à certaines élections de Miss régionales à travers la France. Ce sera sa deuxième dauphine, Laura Tanguy, qui représentera la France à Miss Univers et Miss Monde, et qui accompagnera toute l'année, la dame au chapeau aux galas des miss régionales à travers la France.
Après la décision du maintien de la couronne de miss France 2008, Geneviève de Fontenay a été accusée de racisme et de ne pas vouloir une Miss France de La Réunion.

## Observations